# شانه‌موش پیلار
شانه‌موش پیلار (نام علمی: Ctenomys pilarensis) نام یک گونه از سرده شانه‌موش است.